# Schloss Stutensee

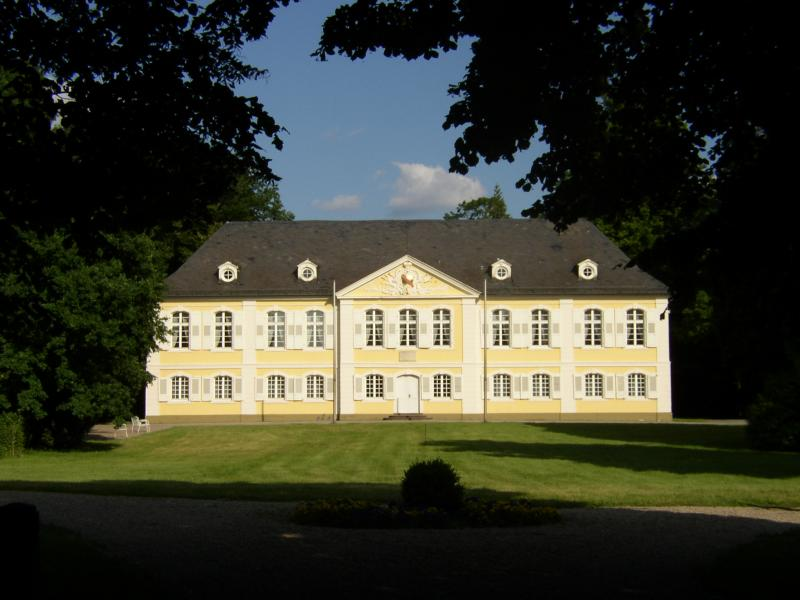
Schloss Stutensee

Das Schloss Stutensee liegt etwa im geographischen Mittelpunkt der Stadt Stutensee im Landkreis Karlsruhe in Baden-Württemberg. Beim Zusammenschluss der Gemeinden Blankenloch (einschl. Büchig), Friedrichstal, Spöck und Staffort im Jahr 1975 wählte man Stutensee als gemeinsamen Namen.

## Geschichte
Das Schloss wurde 1749 von Markgraf Karl Friedrich von Baden als Lusthaus bzw. Jagdschloss erbaut. Der Name geht auf das 1652 gegründete markgräfliche Gestüt zurück, das unweit von Fischteichen angelegt wurde, die Markgraf Karl II. um 1550/60 hatte anlegen lassen. Ein erheblicher Ausbau der Stallungen erfolgte ab 1669, nachdem das von Melacs Truppen gesprengte Schloss Staffort zum Abriss freigegeben und die Steine der Ruine als Baumaterial verwendet wurden.
- Um 1440 errichtete Markgraf Jakob I. von Baden am Pfinzübergang Staffort eine Zollstation im Schloss Staffort.
- Um 1560 legte Markgraf Karl II. von Baden-Durlach nach Gottesauer Vorbild für Fischzucht den Zwingelsee an.
- 1652 gründete Markgraf Friedrich V. von Baden-Durlach zur Aufbesserung von Landwirtschaft und Landesverteidigung das Gestüt Stutensee.
- 1676 und 1689 zerstörten französische Truppen das Wasserschloss Staffort.
- 1677 vergrößerte Markgräfin Augusta das Gestüt durch Landankauf und Ausbau der Stallungen.
- 1721 setzte Markgraf Karl Wilhelm zwischen die Stallungen einen quadratischen Fachwerkbau mit achteckiger Kuppel als Jagdschloss.
- 1749 erneuerte Markgraf Karl Friedrich von Baden nach Plänen des italienischen Architekten Leopoldo Retti das Jagdschloss mit Steinen der Schlossruine Staffort im barocken Stil der französischen Klassik und fügte weitere Nebenbauten hinzu.

Im Schlossgarten befindet sich ein alter Baumbestand, der zahlreiche alte Eichen enthält, die als Naturdenkmäler eingetragen bzw. registriert sind. Die älteste Eiche wird auf ein Alter von 900 Jahren geschätzt.
Von 1891 bis 1922 verlief die Karlsruher Lokalbahn nach Spöck direkt am Schloss vorbei und hatte hier einen Haltepunkt. Der moderne Ersatz der Lokalbahn, die Linie S2, verläuft deutlich weiter westlich ohne Halt.

## Jugendeinrichtung Stutensee
Heute ist beim Schloss eine Jugendeinrichtung des Landkreises Karlsruhe. Im Sommer 2004 ging das Schloss zu je 50 % in den Besitz des Landkreises Karlsruhe und des Rhein-Neckar-Kreises über. Mittlerweile ist der Landkreis Karlsruhe alleiniger Träger der Jugendeinrichtung Schloss Stutensee gGmbH. Aufgenommen werden Jungen und Mädchen, die aufgrund von sozialbedingten Verhaltensstörungen und Leistungsbeeinträchtigungen, Betreuung und Erziehungshilfe benötigen. Hierfür engagieren sich erfahrene Erzieher, Lehrer, Heilpädagogen, Sozialarbeiter und Therapeuten. Darüber hinaus ermöglicht eine Sondereinrichtung im Heinrich-Wetzlar-Haus (HWH) eine besondere Hilfe für straffällig gewordene Jugendliche: Anstatt schädigende Auswirkungen einer Untersuchungshaft zu erfahren, werden mit den Jugendlichen neue persönliche und berufliche Perspektiven erarbeitet.